# Ron Grandison
Ron Calvin "Ronnie" Grandison (Los Ángeles, California, 9 de julio de 1964) es un exjugador de baloncesto estadounidense que jugó cuatro temporadas en la NBA, desarrollando el resto de su carrera en la CBA, salvo una breve aparición en la liga ACB. Con 1,98 metros de estatura, jugaba en la posición de alero.

## Trayectoria deportiva

### Universidad
Jugó durante dos temporadas con los Anteaters de la Universidad de California-Irvine, en las que tuvo pocos minutos de juego, y otras dos con los Privateers de la Universidad de Nueva Orleans, promediando en estas últimas 16,9 puntos y 9,7 rebotes por partido.

### Profesional
Fue elegido en la centésima posición del Draft de la NBA de 1987 por Denver Nuggets, pero fue despedido antes del comienzo de la temporada. Jugó en la CBA hasta que al año siguiente fichó como agente libre por los Boston Celtics, don los que jugó una temporada como suplente, promediando 2,5 puntos y 1,3 rebotes por partido.
Regresó a la CBA, a los Omaha Racers hasta que en enero de 1992 fichó por diez días con los Charlotte Hornets, donde únicamente disputó tres partidos. Poco después tendría su única experiencia internacional, al fichar por el Ferrys Llíria de la liga ACB, donde llegó para sustituir al lesionado Dan Bingenheimer, disputando diez partidos en los que promedió 10,7 puntos y 8,7 rebotes.
Tras regresar a su país, fichó en 1994 por los New York Knicks, donde únicamente disputaría dos partidos, en los que promedió 1,0 puntos y 2,5 rebotes. Tras ser despedido, volvió a la CBA, donde en 1994 fue elegido mejor jugador del campeonato. Al año siguiente pasó brevemente por tres equipos de la NBA, Miami Heat, Atlanta Hawks y nuevamente los Knicks, quienes lo traspasarían a los Philadelphia 76ers junto con Herb Williams a cambio de Terry Cummings, pero no llegó a jugar en el equipo. Acabó su carrera deportiva de nuevo en la CBA.

## Estadísticas de su carrera en la NBA

### Temporada regular
| Temporada | Edad | Equipo            | Liga | P   | TIT | MIN  | TC  | TCA | %TC  | 3P  | 3PA | %3P  | TL  | TLA | %TL  | R.OF. | R.DEF. | REB | ASIS | ROB | TAP | PER | FP  | PTS |
| 1988-89   | 24   | Boston Celtics    | NBA  | 72  | 0   | 7.3  | 0.8 | 2.0 | .415 | 0.0 | 0.1 | .000 | 0.8 | 1.1 | .738 | 0.7   | 0.6    | 1.3 | 0.6  | 0.3 | 0.0 | 0.5 | 1.0 | 2.5 |
| 1991-92   | 27   | Charlotte Hornets | NBA  | 3   | 0   | 8.3  | 0.7 | 1.3 | .500 | 0.0 | 0.0 |      | 2.0 | 3.3 | .600 | 1.0   | 2.7    | 3.7 | 0.3  | 0.3 | 0.3 | 1.0 | 1.3 | 3.3 |
| 1994-95   | 30   | New York Knicks   | NBA  | 2   | 0   | 4.0  | 0.5 | 2.0 | .250 | 0.0 | 0.0 |      | 0.0 | 0.0 |      | 1.5   | 1.0    | 2.5 | 1.0  | 0.0 | 0.0 | 0.0 | 1.0 | 1.0 |
| 1995-96   | 31   | TOTAL             | NBA  | 28  | 3   | 11.1 | 0.8 | 2.1 | .379 | 0.1 | 0.5 | .286 | 0.6 | 0.9 | .680 | 0.7   | 1.3    | 2.0 | 0.5  | 0.4 | 0.1 | 0.4 | 1.1 | 2.3 |
| 1995-96   | 31   | Miami Heat        | NBA  | 18  | 3   | 13.1 | 0.7 | 2.2 | .333 | 0.2 | 0.7 | .308 | 0.7 | 1.1 | .684 | 0.8   | 1.2    | 2.0 | 0.6  | 0.4 | 0.1 | 0.6 | 1.5 | 2.4 |
| 1995-96   | 31   | Atlanta Hawks     | NBA  | 4   | 0   | 4.8  | 0.5 | 1.0 | .500 | 0.0 | 0.3 | .000 | 0.0 | 0.0 |      | 0.3   | 1.3    | 1.5 | 0.3  | 0.0 | 0.0 | 0.0 | 0.0 | 1.0 |
| 1995-96   | 31   | New York Knicks   | NBA  | 6   | 0   | 9.5  | 1.2 | 2.5 | .467 | 0.0 | 0.0 |      | 0.7 | 1.0 | .667 | 0.8   | 1.3    | 2.2 | 0.3  | 0.7 | 0.2 | 0.2 | 0.7 | 3.0 |
| Total     |      |                   | NBA  | 105 | 3   | 8.3  | 0.8 | 2.0 | .404 | 0.0 | 0.2 | .167 | 0.8 | 1.1 | .713 | 0.7   | 0.9    | 1.6 | 0.6  | 0.3 | 0.1 | 0.5 | 1.0 | 2.4 |

### Playoffs
| Temporada | Edad | Equipo          | Liga | P | TIT | MIN | TC  | TCA | %TC  | 3P  | 3PA | %3P  | TL  | TLA | %TL | R.OF. | R.DEF. | REB | ASIS | ROB | TAP | PER | FP  | PTS |
| 1995-96   | 31   | New York Knicks | NBA  | 2 |     | 1.5 | 0.0 | 0.5 | .000 | 0.0 | 0.5 | .000 | 0.0 | 0.0 |     | 0.0   | 0.0    | 0.0 | 0.0  | 0.0 | 0.0 | 0.0 | 0.5 | 0.0 |
| Total     |      |                 | NBA  | 2 |     | 1.5 | 0.0 | 0.5 | .000 | 0.0 | 0.5 | .000 | 0.0 | 0.0 |     | 0.0   | 0.0    | 0.0 | 0.0  | 0.0 | 0.0 | 0.0 | 0.5 | 0.0 |